# Pyrrhopoda
Genre
Pyrrhopoda est un genre d'insectes coléoptères de la famille des Scarabaeidae, de la sous-famille des Cetoniinae, de la tribu des Stenotarsiini et de la sous-tribu des Coptomiina. On trouve les espèces du genre dans l'Est de l' Afrique.

## Espèces
Pyrrhopoda castaneidorsis - 
Pyrrhopoda elegans - 
Pyrrhopoda ellisi - 
Pyrrhopoda mantis - 
Pyrrhopoda marginata - 
Pyrrhopoda marginicollis - 
Pyrrhopoda modesta - 
Pyrrhopoda oblonga - 
Pyrrhopoda pratensis - 
Pyrrhopoda ventralis - 
Pyrrhopoda viossati